# Заєць Олександр Семенович
Олександр Семенович Заєць (нар. 5 серпня 1929, село Кочубіївка, тепер Уманського району Черкаської області — 26 вересня 2011, місто Київ) — український діяч, голова правління концерну цукрової промисловості України «Укрцукор» Держхарчопрому України. Народний депутат України 1-го скликання. Кандидат економічних наук (1970), доктор економічник наук (1999). Академік Академії інженерних наук України (1992).

## Біографія
Народився у родині службовця Верхняцького цукрового заводу.
У квітні 1944 — вересні 1947 року — учень слюсаря, слюсар Верхнянського цукрового заводу Київської області.
У вересні 1947 — вересні 1950 року — учень Уманського технікуму механізації сільського господарства Київської області.
У вересні 1950 — липні 1954 року — дільничний механік, механік-контролер, у вересні 1954 — вересні 1955 року — головний інженер 1-ї Тальнівської машинно-тракторної станції (МТС) Київської (Черкаської) області.
У вересні 1955 — грудні 1957 року — студент Мелітопольського інституту механізації і електрифікації сільського господарства Запорізької області.
Член КПРС по 1991 рік.
У грудні 1957 — вересні 1959 року — головний інженер, директор 1-ї Тальнівської машинно-тракторної станції (МТС) Черкаської області.
У вересні 1959 — вересні 1962 року — голова виконавчого комітету Тальнівської районної ради депутатів трудящих Черкаської області.
У вересні 1962 — липні 1964 року — слухач Вищої партійної школи при ЦК КПУ.
У серпні 1964 — травні 1966 року — начальник Тальнівського районного управління сільського господарства Черкаської області.
У 1965 році заочно закінчив Київський технологічний інститут харчової промисловості, інженер-механік.
У травні 1966 — квітні 1967 року — старший інженер з науково-дослідницької роботи Київського технологічного інституту харчової промисловості.
У квітні 1967 — березні 1976 року — директор Бовшівського цукрового заводу Івано-Франківської області.
У 1970 році захистив кандидатську дисертацію «Дослідження впливу пульсації на гідравлічний опір і теплообмін при нагріванні цукрових розчинів».
У березні 1976 — травні 1982 року — директор Саливонківського цукрового заводу Київської області.
У травні 1982 — серпні 1991 року — начальник Українського агропромислового об'єднання цукрової промисловості (Укрбурякцукорагропрому).
У серпні 1991 — грудні 1997 року — голова правління концерну цукрової промисловості України «Укрцукор» Держхарчопрому України.
15.12.1991 року обраний народним депутатом України, 2-й тур, 57.69 % голосів, 5 претендентів. Член Комісії з питань агропромислового комплексу.
З грудня 1997 року — президент Господарської асоціації підприємств і організацій цукрової промисловості України «Кристал», заступник голови ради Національної асоціації цукровиків України.
У 1997—1999 роках — докторант Інституту економіки Російської академії наук. У 1999 році захистив докторську дисертацію «Продовольчий ринок: шляхи формування і механізми функціонування (на прикладі ринку цукру)». Автор понад 100 наукових праць.
До 2011 року — президент ICK Group. Член Міжнародної організації з цукру. Був радником прем'єр-міністра України, радником міністра агропромислового комплексу України з питань розвитку бурякоцукрового виробництва.

## Нагороди
- орден Трудового Червоного Прапора (1973)
- медаль «За трудову доблесть» (1966)
- медаль «За доблесну працю» (1970)
- медаль «За ефективне управління» (1999)
- 2 медалі
- почесні грамоти